# Pădurea Bavna
Pădurea Bavna este o arie protejată de interes național ce corespunde categoriei a IV-a IUCN (rezervație naturală de tip forestier), situată în județul Maramureș, pe teritoriul administrativ al comunei Satulung.

## Localizare
Aria protejată se află în vestul județului Maramureș, pe teritoriul sud-vestic al satului Fersig, în apropierea drumului județean (DJ108E) care leagă localitatea Lucăcești de satul Mireșu Mare.

## Descriere
Rezervația naturală declarată arie protejată prin Legea Nr. 5 din 6 martie 2000 publicată în Monitorul Oficial al României Nr. 152 din 12 aprilie 2000 (privind aprobarea planului de amenajare a teritoriului național - Secțiunea a III-a -  arii protejate) se întinde pe o suprafață de 26 hectare.
Aria naturală reprezintă o zonă împădurită cu rol de protecție pentru arborete din specia de stejar pedunculat (Qercus robur  - cu vârste de peste 150 de ani și înălțime de cca. 35 de m), mediu prielnic de cuibărire pe perioada verii a unei comunități păsări migratoare din specia stârcu cenușiu (Ardea cinerea). La nivelul ierburilor, primăvara înflorește lalea pestriță (Fritillaria meleagris), specie floristică declarată monument al naturii.

## Atracții turistice
În vecinătatea rezervației naturale se află mai multe obiective de interes turistic (lăcașuri de cult, monumente istorice, arii protejate, zone naturale), astfel:

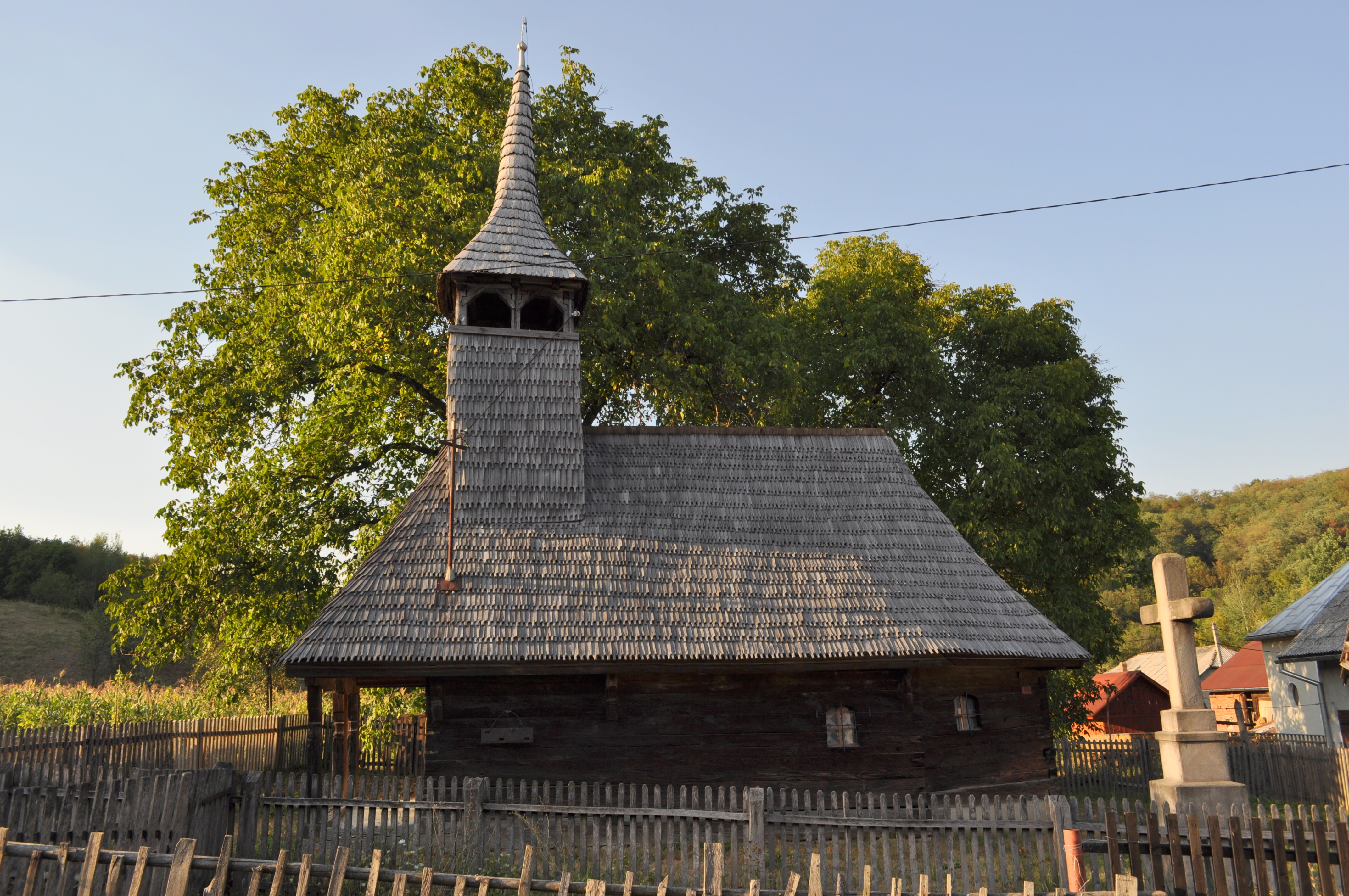
Biserica de lemn din Stejera

- Biserica de lemn „Cuvioasa Paraschiva” din satul Stejera, construcție 1700, monument istoric[6].
- Biserica ortodoxă „Sfinții Arhangheli Mihail și Gavriil” din satul Mireșu Mare (construcție 1886)
- Castelul Teleki din Satulung, construcție 1740-1780, monument istoric
- Castelul Geza Teleki din satul Pribilești, construcție secolul al XIX-lea, monument istoric
- Lunca Someșului